# Liste von Angehörigen der Legio III Gallica
Die Liste von Angehörigen der Legio III Gallica enthält die bekannten Angehörigen der Legio III Gallica. Die Liste ist nicht vollständig.

## Erläuterungen
1) Die röm. Vornamen (Praenomen) werden i. d. R. abgekürzt angegeben, dies betrifft die folgenden Praenomen:
| - A. = Aulus - Ap. = Appius | - C. = Gaius - Cn. = Gnaeus | - D. = Decimus - K. = Kaeso | - L. = Lucius - M. = Marcus | - M’. = Manius - Mam. = Mamercus | - N. = Numerius - P. = Publius | - Q. = Quintus - Ser. = Servius | - Sex. = Sextus - Sp. = Spurius | - T. = Titus - Ti. = Tiberius |

2) Die Tabellen sind grundsätzlich nach dem Familiennamen (Gentilname) der Personen (i. d. R. der zweite Name) sortiert. Falls eine Person kein Praenomen hat, ist gewöhnlich der Gentilname der erste Name. Ist bei einer Person weder Praenomen noch Gentilname bekannt, dann ist der Beiname (Cognomen) der relevante Name für die Sortierung. Personen, deren Name gänzlich unbekannt ist, werden in den Tabellen als Ignotus bezeichnet.
3) Ergänzungen bei den Namen sind durch () und [] gekennzeichnet, siehe Leidener Klammersystem.

## Kommandeure
Der Legatus legionis war der Kommandeur einer Legion. Folgende Legati sind bekannt:
| Name                          | Datierung   | Anmerkung                                                                                      |
| ----------------------------- | ----------- | ---------------------------------------------------------------------------------------------- |
| T. Aurelius Fulvus            | 64          |                                                                                                |
| L. Aurelius Gallus            | um 120/123  |                                                                                                |
| C. Dillius Aponianus          | 69          |                                                                                                |
| C. Iavolenus Calvinus         | vor 140/143 | = C. Iavolenus Calvinus Geminius Kapito Cornelius Pollio Squilla Q. Vulkacius Scuppidius Verus |
| M. Servilius Fabianus Maximus | vor 158     |                                                                                                |

## Offiziere

### Tribuni
Es gab in einer Legion sechs Tribunen, einen Tribunus laticlavius sowie fünf Tribuni angusticlavii. Folgende Tribuni sind bekannt:
| Name                                                                           | A / L | Datierung    | Anmerkung |
| ------------------------------------------------------------------------------ | ----- | ------------ | --- |
| []onaciannis Severus                                                           | A     |              | (CIL 3, 320) |
| C. Anicius Caesianus                                                           | A     |              | (AE 1920, 76) |
| [Sex. Appi]us Severus                                                          | L     | 69/77        | (CIL 6, 1348) |
| C. Avilius Gavianus                                                            | A     | 1/50         | (AE 1994, 638, CIL 5, 7478)                                                                                        |
| C. Bruttius Praesens                                                           | L     | vor 153      | = L. Fulvius [Rusticus] C. Bruttius Praesens Min[] [Lab]erius Maximus Pompeius L. [] Valens Cornelius Proculus ... |
| Ti. Claudius Saethida Caelianus                                                | L     | vor 164/169  | |
| M. Coelius Lectus                                                              | A     |              | (CIL 12, 1867) |
| C. Cornelius Restitutus [Gra]ttius Cerialis                                    | A     | 1/130        | (CIL 2, 3851) |
| M. Domitius Valerianus                                                         | L     | um 211/217   | |
| M. Messius Rusticianus Aemilius Lepidus Iulius Celsus Balbinus Arrius Proculus | L     | vor 143/145  | (AE 1983, 517) |
| P. Muc(ius) Verus                                                              | A     | 217/300      | (CIL 5, 7784) |
| Q. Petronius Melior                                                            | L     | vor 184      | (CIL 14, 172, CIL 14, 5345)                                                                                        |
| C. Plinius Caecilius Secundus (Plinius der Jüngere)                            | L     | um 82        | |
| L. Plotius Asprenas                                                            | A     | 101/200      | (CIL 2, 4622) |
| A. Pontius Quietus                                                             | L     | 131/170      | (AE 1934, 182) |
| L. Pullaienus Gargilius Antiquus                                               | L     | vor 161/162  | |
| C. Sempronius Fidus                                                            | A     | 1. / 2. Jhd. | |
| M. Statius Priscus Licinius Italicus                                           | A     | um 135       | |
| L. Valerius Optatus                                                            |       |              | (CIL 12, 2676) |
| C. Venaecius Voconianus                                                        | A     | vor 151/200  | |
| Ignotus                                                                        | L     | um 166/167   | (AE 1972, 576) EDCS: Iunius Maximus                                                                                |
| Ignotus                                                                        | L     | vor 177/180  | (CIL 6, 41144) |

### Praefecti castrorum
Der Praefectus castrorum war der dritthöchste Offizier in einer Legion. Ein Praefectus ist bekannt:
| Name                | Datierung   | Anmerkung                |
| ------------------- | ----------- | ------------------------ |
| C. Nymphidius Lupus | 9. April 79 | (ZPE-219-237) Eck S. 242 |

### Praefecti legionis
| Name        | Datierung | Anmerkung        |
| ----------- | --------- | ---------------- |
| Marcellinus | 301/500   | (CIL 3, 755)     |
| Ignotus     | 201/235   | (CIL 10, 03342a) |

### Centuriones
Ein Centurio befehligte in einer Legion eine Centuria. In einer Legion gab es unter den Centuriones eine festgelegte Rangfolge; der ranghöchste Centurio war der Primus Pilus. Folgende Centuriones sind bekannt:
| Name                        | [ Ce 1 ] | Datierung    | Anmerkung |
| --------------------------- | -------- | ------------ | --- |
| []rianus                    |          |              | (CIL 3, 126) |
| [] Antoninus                |          |              | (IGLS-06, 02783) |
| L. Artorius Castus          |          | 2. Jhd.      | |
| M. Aurelius Claudianus      |          | 2. / 3. Jhd. | |
| M(arcus) Aurel(ius) Rufus   |          |              | (CIL 3, 6034) |
| M. Aurel(ius) Timon         |          | 222/235      | (AE 1905, 157) |
| C. Caesius Silvester        |          | 2. Jhd.      | |
| Celesticus                  |          | 51/100       | (IGLS-17-01, 00207, IGLS-17-01, 00208) centurio leg(ionis) III Gall(icae) IIII Scy(thicae) VI Ferr(atae)                   |
| D. Fabricius Placidus       |          | 9. April 79  | (ZPE-219-237) Eck S. 242                                                                                                   |
| C. Fictorius Atticus        |          |              | (CIL 6, 3592) |
| Q. Firmius Ates             |          |              | (CIL 3, 217) |
| T. Flavius Magnus           |          | 2. Jhd.      | |
| [T(itus) Helvius Ma]rianus  |          | 180/192      | (IGLS-15-01, 00011) |
| Iulius Proculus             |          |              | (CIL 8, 2627) centurio leg(ionis) V Mac(edonicae) et III Gal(licae) et XXII Primig(eniae)                                  |
| N. Marcius Plaetorius Celer |          | 2. Jhd.      | |
| Cn. Marcius Rustius Rufinus | PP       | vor 190      | (CIL 9, 1582) Brian Dobson Vol. 2, Nr. 298, S. 198–201                                                                     |
| A. Pedanius Maes(ianus)     |          |              | (CIL 3, 12053) |
| M. Petronius Fortunatus     |          | um 195/198   | |
| M. Sabidius Maximus         |          | um 117/138   | |
| M. Septimius []lis          |          | 212/300      | (AE 1911, 128) centurio legionum X Fret(ensis) pr(imae) Min(erviae) pri(mae) Parth(icae) III Gall(icae) XXII Prim(igeniae) |
| M. Septimius Magnus         |          | 1. Jhd.      | |
| Tlrebellius Proculus        |          |              | (IGLS-16-02, 00311a) |
| P. Vibi(us) Marianus        | PP       | vor 221/240  | (CIL 6, 1636) Brian Dobson Vol. 2, Nr. 481, S. 337–338                                                                     |
| A. Virgius Marsus           | PP       | vor 14/51    | (CIL 9, 7678) |

1. ↑  PP: Primus Pilus.

## Principales
Rangniedere Offiziere und Unteroffiziere werden als Principales bezeichnet.
| Name               | [ Pr 1 ] | Datierung | Anmerkung                     |
| ------------------ | -------- | --------- | ----------------------------- |
| C. Antonius Victor | OP       | 171/230   | (AE 1990, 856) ein optio spei |

1. ↑  OP: Optio.

## Soldaten
| Name                               |  | Datierung  | Anmerkung                                                                                              |
| ---------------------------------- |  | ---------- | --- |
| P. Aul(ius) Apolinarius            |  | um 193/235 | (CIL 8, 3049) mil(es) leg(ionis) III Aug(ustae) ex III Gall(ica)                                       |
| Aur(elius) Ant(onius) Longinus     |  | 211/217    | (CIL 3, 00138a, CIL 3, 00138b) ein speculator                                                          |
| Claudius Pompeius Rusticus Diocles |  |            | (SIRIS 00536a) ein frumentarius                                                                        |
| C. Fla(vius) Sigi()                |  | um 193/235 | (CIL 8, 3113) mil(es) leg(ionis) III Aug(ustae) ex III Gall(ica)                                       |
| Iulius Livianus                    |  |            | (CIL 8, 2904) ex aquilif(ero) leg(ionis) III Aug(ustae) Severiae translatus ex leg(ione) III Gallic(a) |
| C. Iul(ius) Nestor                 |  | um 193/235 | (CIL 8, 3157) ex leg(ione) III Gallica in leg(ionem) III Aug(ustam)                                    |
| C. Iulius Sentianus                |  | 171/230    | (AE 1991, 267) ein speculator                                                                          |
| C. Iul(ius) Valens                 |  | um 193/235 | (CIL 8, 4310) prob(atus) in III Gal(lica) missus de leg(ione) III Aug(usta)                            |
| Octavius Maximus                   |  | 201/250    | (CIL 3, 152)                                                                                           |
| C. Titurnius Quartio               |  |            | (AE 13, 48) ein eques                                                                                  |

## Veteranen
| Name                    |  | Datierung   | Anmerkung          |
| ----------------------- |  | ----------- | ------------------ |
| C. Aemilius Trachalus   |  | 151/250     | (AE 1945, 79)      |
| T. Camul(ius) Lavenus   |  | vor 138/161 | (CIL 12, 2230)     |
| Iul(ius) Gell[ianus(?)] |  |             | (Piso-2020, p 325) |
| C. Pompeius Mac[er]     |  | 151/250     | (AE 1993, 536)     |